# Chotowa
Chotowa è un villaggio polacco del comune rurale di Czarna nel distretto di Dębica, nel voivodato della Precarpazia.
Nel 2005 contava 618 abitanti.
Si trova nella parte sud orientale della Polonia, circa 6 km a sud est di Czarna e circa 51 km ad ovest di Rzeszów, la capitale del voivodato della Precarpazia.
Nel 2009 si è svolto a Chotowa il Campionato polacco di scacchi e nel 2010 il Campionato del mondo juniores di scacchi.